# 高徳寺 (中津川市)
高徳寺（こうとくじ）は岐阜県中津川市蛭川奥渡にある臨済宗妙心寺派の寺院。山号は寶林山。
本尊の十一面観音菩薩は恵那三十三観音霊場三十番、境内の蛙薬師(かわずやくし)は中部四十九薬師霊場三十五番の札所となっている。

## 蛙薬師の由緒
伝説によれば南北朝時代の元中4年(嘉慶元年)(1387年）、後醍醐天皇の皇孫尹良親王に供奉した和田政忠が、この地に駐屯していた時に南朝の長久と陣没将士の冥福を祈り、当時疫病に苦しんでいた村民の病気平癒を祈願し、巨岩の下に薬師如来を奉安したと伝わる。
この巨岩が蛙の形に似ていたため、蛙薬師(かわずやくし)と呼ばれるようになった。正式には、「蛙薬師瑠璃光如来」と称し、高徳寺の第二本尊である。
明治3年(1870年)の苗木藩の廃仏毀釈の際に蛙薬師は木曽川へ投げ込まれた。
現在の蛙薬師は、昭和9年(1934年)に恵那郡大井町の岩井慶隆の篤志により、名古屋の仏師である福崎日精により建立されたものである。

## 寶林山　金剛院
往古、蛭川の寶林山には纐纈伊勢守の山荘があった。
嘉吉3年(1443年)宇都峯宮守永親王の三回忌にあたり親王に供奉して戦死した者達の菩提を弔うために、この山荘を坊舎とした。しかし山坊の住持とするに相応しい僧侶が居らず、鎌倉の建長寺に依頼して観海行者を迎えて住持とし、寶林山 金剛院を開山した。
慶長19年(1614年)に苗木藩初代藩主の遠山友政は、苗木遠山氏の菩提寺を建立することを発願し、帰依していた加茂郡の大仙寺（正傳寺という説もある）の維天継縦を開山として招請したが、維天継縦は高齢であったため、代わりに武儀郡の梅龍寺八世(龍福寺二世)の夬雲玄孚を推挙した。
夬雲玄孚は梅龍寺と龍福寺の2寺を兼帯し、そのうえ本山の妙心寺へも輪住していたので、苗木遠山氏の菩提寺雲林寺の創建については彼の高弟の中華玄等に任せた。
中華玄等の後に雲林寺の三世となったのが一秀玄廣である。
一秀玄廣は苗木藩領に存在していた寺院を、臨済宗妙心寺派に改宗して雲林寺の末寺とした。
寶林山 金剛院には山伏の佐藤寶林が住んでいた。佐藤寶林は正傳寺の維天継縦の弟子となり、雲林寺の一秀玄廣から僧号を受けて、松雲宗端となった。

## 金剛山　寶林寺
寛永3年(1626年)、臨済宗妙心寺派に改宗して金剛山 寶林寺となり、松雲宗端(佐藤寶林)が一世となった。
山伏の寺であった当時の、刀・法螺貝・錫杖が残っていたが、法螺貝は安弘見神社で保管されている。
明治3年(1870年)の苗木藩の廃仏毀釈により、寶林寺の本堂と鐘楼は取り壊されて廃寺となり、僅かに庫裡のみが残され、最後の住職は神官となった。
寺の前にあった「金剛山　寶林寺」の寺標は倒されて、上部・中央部・下部に切断された後に、寺橋付近の和田川に棄てられた。その後、数十年を経て和田川で、中央部(寶林の2字)が発見されて拾い上げられた。
また、昭和40年(1965年)、報徳病院の石垣改修の際に、上部(金剛山の3字)が発見され、前述の中央部(寶林の2字)とともに寶林寺の跡地に運ばれた。
昭和48年(1973年)、旧郵便局舎の裏の土中から、下部(寺の1字)が発見されたため寺標が復元されて、寶林寺跡に建てられた。
また、和田川の西岸近くの農道と和田川に挟まれた小さな竹藪の中に、寶林寺に関係すると思われる下部が折られた供養塔が横たわっている。

表面には
奉納　千人　施宿

右側面には
安政三　丙辰年　十
その碑文から推察すると、寶林寺が繁栄していた頃の宿坊か、宿泊所に類するところで、千人もの人達を泊めた記念として寶林寺に奉納したのか、或いは一種の供養塔かと考えられるが、下部が見つかっていないため、奉納者が誰なのかは不明である。

### 六地蔵
享保12年～17年(1727年～1732年)、村内の信者が寶林寺の住職墓地に六地蔵を建立した。
明治3年(1870年)の苗木藩の廃仏毀釈の時に、六地蔵は首が落とされて廃棄されるところであったが、土に埋められて隠された。
廃仏毀釈が終わった後に発掘され、落とされた首は修理されて寶林寺の住職墓地に祀られていたが、その後八十年余、風雨にさらされたままとなっていた。
昭和28年(1953年)3月11日、六地蔵は高徳寺に移され、蛙薬師へ行く途中の鐘楼の跡地に安置された。
昭和48年(1973年)7月、高徳寺は六地蔵の位置を改めて供養会を行った。この日は、元寶林寺住職の子孫と六地蔵を建立した信者の子孫数名が出席した。

### 過去帳
廃仏毀釈によって寶林寺の殆どの物が失われたが、過去帳だけは残されていた。
この過去帳は寶林寺が中興された慶安年間の頃から、明治3年(1870年)の苗木藩の廃仏毀釈まで約220年間にわたって記録されたものである。
現在、過去帳の原本は蛭川の神国教にて保管されているが、渓宗曹滴が再調清書を行って複製を保存していた。
昭和47年(1972年)4月29日、高徳寺は盛大な過去帳供養を執行した。

## 奥渡山　普門院(普門庵)
天文13年（1544年）に木曽川で洪水が起きた際に奥渡の河原の押上岩に厨子が漂着した。木曽川上流にある木曾義仲の菩提寺の徳音寺の一部が洪水で流されたものと考えられる。
厨子には木曽義仲の旗紋があったための持仏であることが判り、里人が堂を設けて祀ったところ参拝者が後を絶たず、堂舎に参籠する者も増えるばかりであった。
そのため、天文15年（1546年）、鎌倉から導師が派遣され開堂ならびに入仏の供養が行われた。
また堂舎の側から湧出る冷泉は、眼病と脳疾に効能があるとして、眼を洗い頭頂を冷やす者が遠近から多く訪れた。
その後、堂舎は兵火により焼失した。
延宝2年（1674年）に苗木藩主 四代の遠山友春が、蛙薬師堂と観音堂を再建し、弟で寶林寺の四世の寛室宗仁を開山住持として堂宇を整備して奥渡山　普門院(普門庵)と名付けた。
延宝4年（1676年）に寺鐘が完成し、遠山友春・寛室宗仁・纐纈喜左衛門守重が願主となって鐘供養が営まれた。
明治3年(1870年)、苗木藩の廃仏毀釈により、取り壊されて廃寺となった。山門にあった仁王像は斧で叩き割られて木曽川へ投棄された。
本尊の十一面観音菩薩は信徒が鐘に伏せて山中に隠したが、木曽川の流材人足に発見されて観音像は持ち去られ鐘だけが残されていた。

## 高徳寺として再興
明治10年(1877年)に、長野県飯田の白山社にて観音像の御開帳が行われた時に、たまたま蛭川村から出かけていた村人が、普門院(普門庵)の十一面観音菩薩であることを知り連絡してきたため、浅野剛宗(剛宗宗戴)と檀家代表の伊藤彌右衛門が飯田に乗り込んで返還を求めたが、なかなか相手に信用されなかった。そこで持参した観音像の頭部の破片を符合したところ、真実が証明されて帰還に成功した。高徳寺には、帰還の功労者である奥田安次郎の写真が掲げられている。
明治11年(1878年)、浅野剛宗(剛宗宗戴)が、飯田から返還された寶林寺の十一面観音菩薩を本尊として、岐阜県山県郡松尾村で維持に困り廃寺を検討していた高徳寺を、普門院(普門庵)の跡地に移転させる形で、寺の再興を果たした。
その際に、廃仏毀釈の際に廃寺にされた寶林寺に因み、山号を寶林山とした。
明治27年(1894年)、浅野剛宗(剛宗宗戴)は突如、誰にも告げず高徳寺を退去し、加茂郡佐見村の大蔵寺へ引越してしまった。当時、借金がもとで庫裡の建物や土地は既に売却されており、さらに梵鐘も持ち出そうとしていたため、檀家が阻止に動いた。
明治37年(1904年)、蛭川村から七十圓が支払われることで庫裡と土地の買取については解決した。
大正12年(1923年)3月15日、恵那郡下野村の法界寺の十世の渓宗曹滴(良雪曹滴)が、高徳寺の住持も兼務することとなった。
昭和5年(1930年)、渓宗曹滴(良雪曹滴)が、高徳寺へ転住して来た。
昭和16年(1941年)1月20日、渓宗曹滴(良雪曹滴)は隠居して良雪英山に住持を託した。
昭和38年(1963年)、梵鐘が再鋳造された。

### 裏山
高徳寺の裏山の入口の左側には弁財天を祀る池、右側には六地蔵が安置されている。続いて裏山を登ると中腹には蛙薬師、傍らには稲荷社。さらに進むと小川があって橋を渡ると不動明王像があり、さらに登ると穴岩観音があり、山頂には立弘法の像がある。

## 関連寺院
- 雲林寺　(中津川市)
- 法界寺　(中津川市)